# Anson Burlingame

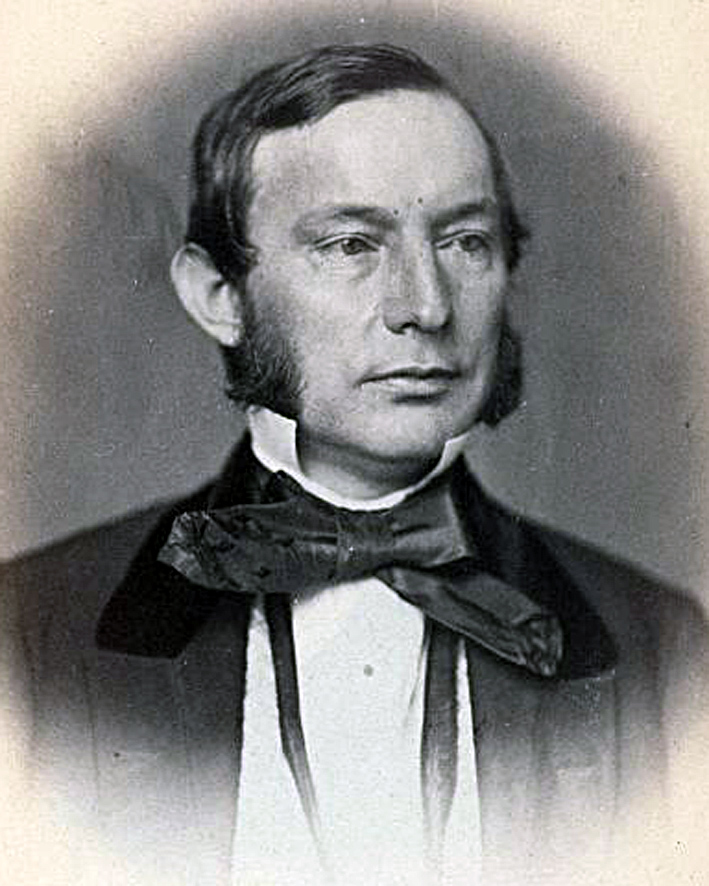
Anson Burlingame (1859)

Anson Burlingame (* 14. November 1820 in New Berlin, Chenango County, New York; † 23. Februar 1870 in Sankt Petersburg, Russland) war ein US-amerikanischer Diplomat und Politiker. Zwischen 1855 und 1861 vertrat er den Bundesstaat Massachusetts im US-Repräsentantenhaus; später war er amerikanischer Gesandter in Österreich und in China.

## Werdegang
1823 kam Anson Burlingame mit seinen Eltern in das Seneca County in Ohio; im Jahr 1833 zog die Familie nach Detroit in Michigan weiter. Er besuchte private Schulen in seiner jeweiligen Heimat. Danach studierte er an der Außenstelle der University of Michigan in Detroit. Nach einem Jurastudium an der Harvard University und seiner 1846 erfolgten Zulassung als Rechtsanwalt begann er in Boston in diesem Beruf zu arbeiten. Gleichzeitig schlug er als Mitglied der American Party eine politische Laufbahn ein. 1852 saß er im Senat von Massachusetts. Im Jahr darauf war er Delegierter auf einer Versammlung zur Überarbeitung der Staatsverfassung.
Bei den Kongresswahlen des Jahres 1854 wurde Burlingame im fünften Wahlbezirk von Massachusetts in das US-Repräsentantenhaus in Washington, D.C. gewählt, wo er am 4. März 1855 die Nachfolge von William Appleton antrat. Nach einer Wiederwahl als Kandidat der Republikanischen Partei, deren Mitglied er zwischenzeitlich geworden war, konnte er bis zum 3. März 1859 zwei Legislaturperioden im Kongress absolvieren. Diese waren von den Ereignissen im unmittelbaren Vorfeld des Bürgerkrieges geprägt. Im Jahr 1860 wurde er nicht wiedergewählt.
Nach dem Ende seiner Zeit im US-Repräsentantenhaus arbeitete Burlingame im diplomatischen Dienst der Bundesregierung. Im Jahr 1861 wurde er als Nachfolger von Jehu Glancy Jones zum Gesandten in Wien ernannt; dort wurde er aber wegen einiger seiner Ansichten über einige Teilgebiete der Donaumonarchie abgelehnt. Zwischen 1861 und 1867 war er als Nachfolger von John Elliott Ward amerikanischer Botschafter in China. Danach arbeitete er auch für die chinesische Regierung, indem er bei der Ausarbeitung von Staatsverträgen mitwirkte. Anson Burlingame starb am 23. Februar 1870 im russischen Sankt Petersburg, wo er sich zu Vertragsverhandlungen aufhielt, und wurde in Cambridge beigesetzt.